# Thymelicus novus
Espèce
Thymelicus  novus est une espèce de lépidoptères (papillons) de la famille des Hesperiidae, de la sous-famille des Hesperiinae et du genre Thymelicus.

## Dénomination
Thymelicus novus a été nommé par Reverdin en 1916.

### Noms vernaculaires
Thymelicus novus se nomme New Skipper en anglais et Yeni Zıpzıp en turc.

## Description
Thymelicus novus est un petit papillon aux ailes orange vif bordées de marron sur le dessus et orange grisé sur le revers. Comme tous les Hesperiidae Thymelicus novus porte ses ailes antérieures partiellement redressées quand il est posé. Les antennes, de couleur orange sont très écartées.

## Biologie

### Période de vol et hivernation
Il vole en juillet en Turquie.

### Plantes hôtes
Les plantes hôtes de sa chenille sont des Poaceae (graminées).

## Écologie et répartition
Thymelicus novus est présent en Turquie, en Irak et en Iran.

### Protection
Thymelicus novus est inscrit sur le Red data book of European butterflies pour la Turquie.